# Abu Ghazwan
 (mars 2011).
 (avril 2014).
Abu Ghazwan al-Hayali ( ? - 6 novembre 2008), est un terroriste islamiste irakien et un haut-responsable de la nébuleuse d'Al-Qaida en Irak. Il était considéré comme un aide financier des opérations du groupe et un expert en explosifs, impliqué dans plusieurs attentats-suicides dans les environs de Bagdad.

## Biographie
Son vrai nom est Saad Ismael Abdul Salah al Hiyali.
Proche d'Abou Hamza Al-Mouhajer, leader d'Al-Qaida en Irak, il est désigné "émir" de la ceinture nord de Bagdad à partir de 2006. Il participe activement aux efforts déployés par la nébuleuse pour prendre le contrôle de la capitale, en suivant un plan élaboré par l'ancien chef d'Al-Qaida en Irak, le jordanien Abou Moussab al-Zarqaoui.
Ghazwan contrôlait plusieurs cellules de djihadistes, notamment dans la région de Tarmiyah (en), dont le contrôle était délégué à l'un de ses aides, connu sous le pseudonyme de Tahir Malik et éliminé par les autorités en novembre 2007.  
Il était accusé d'avoir supervisé plusieurs attentats-suicides dans les environs de Bagdad et confectionnait des explosifs pour commettre des attaques à la voiture piégée et piéger les routes menant à la capitale. Il participait également au recrutement et à l'endoctrinement de kamikazes auprès de femmes et de jeunes enfants. Il finançait plusieurs cellules terroristes du nord de l'Irak.

## Décès
Le 6 novembre 2008, Abu Ghazwan est éliminé par les forces américano-irakiennes lors d'une opération militaire menée à Tarmiyah, au nord de Bagdad. Il est abattu au cours d'un échange de tirs, alors qu'il se dissimulait dans l'herbe à proximité d'une maison constituant la cible de l'opération. Sa dépouille est retrouvée et identifiée après coup. 